# Raiders of the Living Dead
Raiders of the Living Dead est un film américain réalisé par Samuel M. Sherman, sorti en 1986.

## Synopsis
Un journaliste découvre un laboratoire dans lequel un savant fou crée des zombies.

## Fiche technique
- Titre : Raiders of the Living Dead
- Réalisation : Samuel M. Sherman
- Scénario : Samuel M. Sherman et Brett Piper
- Production : Charles Baldwin, Dan Q. Kennis et Samuel M. Sherman
- Photographie : Douglas Meltzer
- Pays d'origine : États-Unis
- Format : Couleurs - Mono
- Genre : horreur
- Durée : 86 minutes
- Dates de sortie : 1986

## Distribution
- Robert Deveau : Morgan Randall
- Robert Allen : Dr. Carstairs
- Donna Asali : Shelly Godwin
- Corri Burt : Michelle
- Leonard Corman : Dr. Kapek
- Christine Farish : Karen
- Zita Johann : Libraire
- Scott Schwartz : Jonathan